# دوغ بيل (مطور ألعاب فيديو)
دوغ بيل (بالإنجليزية: Doug Bell)‏ هو مطور ألعاب فيديو ‏ أمريكي، ولد في 24 فبراير 1961.